# Tristana
Tristana är en fransk-italiensk-spansk film från 1970, regisserad av Luis Buñuel. Den var nominerad till en Oscar för bästa utländska film vid Oscarsgalan 1971.